# Myer

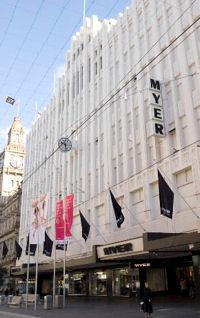
De nationale flagshipstore van Myer's in het Bourke Street Mall in Melbourne

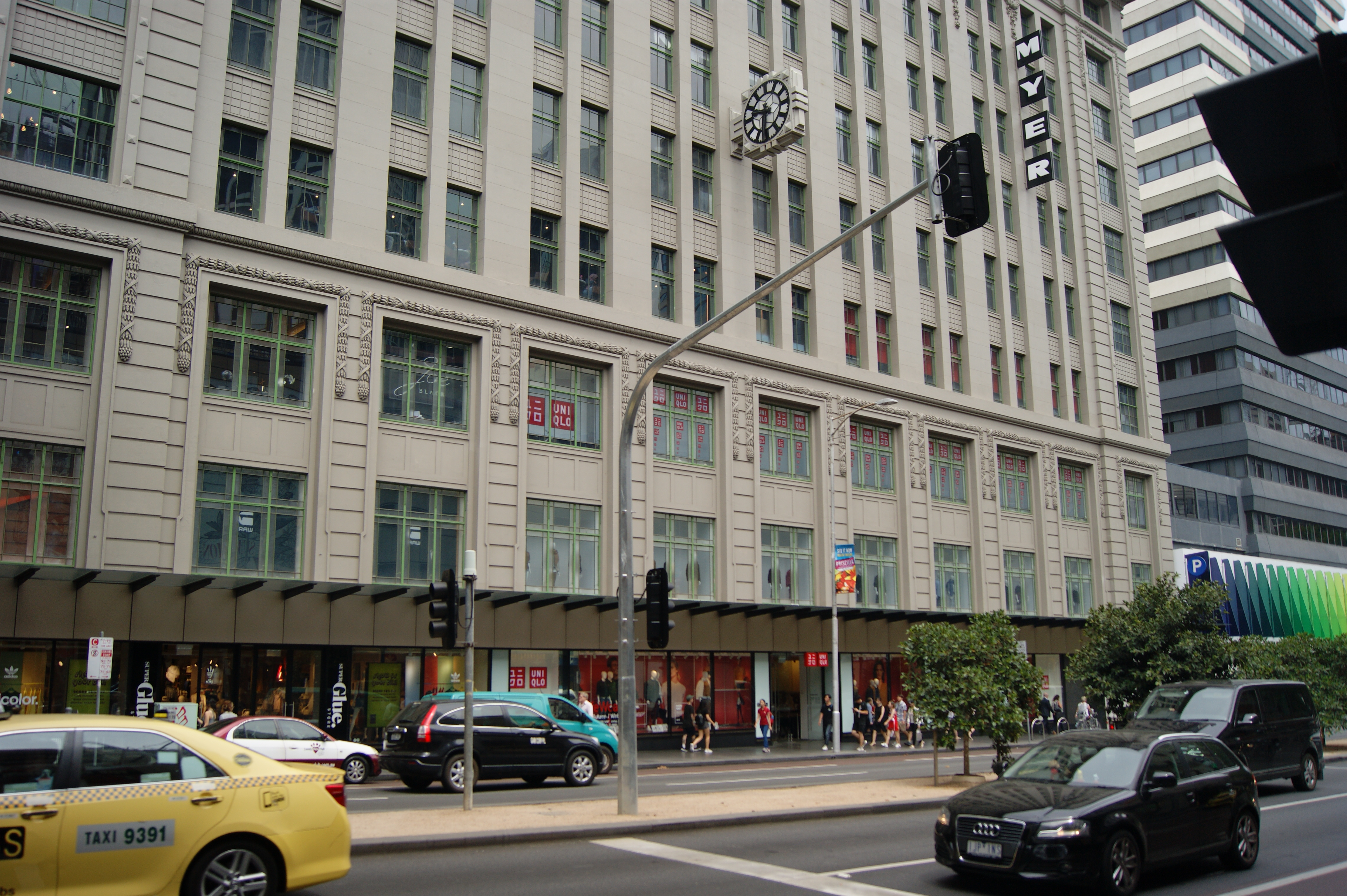
Myer Emporium op Lonsdale Street in het centrale zakendistrict van Melbourne

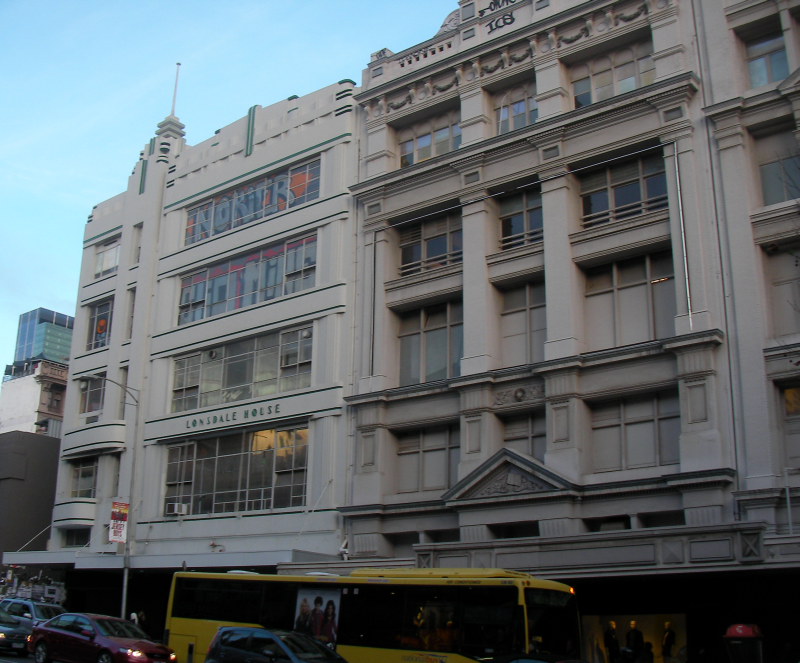
Myer Lonsdale Street, inclusief Lonsdale House (voormalig hoofdkantoor tot de jaren 1980 en opnieuw tussen 2006 en 2010).

Myer (eigen schrijfwijze MYER) is een Australisch warenhuis in het middensegment tot het hogere segment. Het bedrijf drijft handel in alle Australische staten en in één van de twee autonome territoria van Australië. Myer verkoopt een breed assortiment aan producten, waaronder dames-, heren- en kinderkleding, maar ook schoenen en accessoires, cosmetica en parfums, huishoudelijke artikelen, elektronica, meubels, speelgoed, boeken en kantoorbenodigdheden, levensmiddelen en zoetwaren en reisartikelen.
De grootste concurrent van Myer's warenhuis is David Jones.
Het Australische model en Miss Universe 2004, Jennifer Hawkins, was 12 jaar lang het 'gezicht van Myer', totdat ze in 2018 afscheid nam van haar rol.

## Geschiedenis

### Vroege geschiedenis
De Myer-detailhandelsgroep werd opgericht door Sidney Myer, die in 1899, na het hoogtepunt van de goudkoorts in Victoria, vanuit Wit-Rusland naar Melbourne emigreerde. Hij had heel weinig geld en sprak nauwelijks Engels om zich bij zijn oudere broer Elcon Myer (1875-1938) te voegen, die twee jaar eerder Rusland had verlaten. In 1900 openden ze de eerste Myer-winkel in Bendigo. Na een voorspoedige start, openden ze in 1908 een tweede winkel in Bendigo.
In 1911 kocht Myer het bedrijf Wright and Neil, stoffenhandelaren, in Bourke Street, Melbourne, vlak bij het General Post Office, en in 1914 werd een nieuw gebouw voltooid en geopend. Vanuit deze basis bouwde Myer de grootste warenhuisketen van Australië op, en de enige keten met winkels in alle Australische staten. 
In 1918 werden de wolmolens van Doveton in Ballarat gekocht en in 1921 werd er in Melbourne een nieuw gebouw aan de Post Office Place toegevoegd. In de daaropvolgende jaren kocht Myer aangrenzende panden en bouwde uiteindelijk een winkel die bekendstond als de Myer Emporium. Het gebouw uit 1914 werd ontworpen door de architecten H.W. en F.B. Tompkins, die in de daaropvolgende 20 jaar alle uitbreidingen ontwierpen. De Myer-winkel breidde zich in de jaren 1920 uit naar Lonsdale Street, en de gevel aan Bourke Street werd in 1933 uitgebreid en herbouwd.
Het Myer Emporium groeide door de aankoop van de oude gevestigde bedrijven Robertson & Moffat en Stephens & Sons. In Adelaide verwierf het bedrijf Myer SA Stores Ltd. in 1925 een meerderheidsbelang in het warenhuis Marshall's en de aandelen bleven genoteerd op de Adelaide Stock Exchange totdat Myer Emporium Ltd in 1966 een succesvol overnamebod deed. In 1928 werd er een apart gebouw neergezet in Queensberry Street, Melbourne, dat Carlton Despatch heette. Myer had een groot aantal vrachtwagens die goederen naar de buitenwijken van Melbourne leverden. Mensen belden de afdeling die verkocht wat ze wilden. Vervolgens werd het naar Carlton Despatch gestuurd en bij de mensen thuis afgeleverd. Ze betaalden met een Myer Card, die het bedrag op hun rekening zette en dat maandelijks naar de klanten werd overgemaakt. De bedrijven aan Collins Street, T. Webb and Sons, importeur van porselein, en W.H. Rocke and Company, meubelmaker, werden gekocht en overgebracht naar het gebouw aan Bourke Street. In 1934 had het bedrijf een geplaatst kapitaal van bijna £ 2,5 miljoen. 
Na de dood van Sidney Myer in 1934 kwam de leiding van het bedrijf kortstondig in handen van Lee Neil, die een paar maanden later overleed. Hij werd opgevolgd door Elcon Myer. Toen Elcon in 1938 overleed, werd de leiding overgenomen door hun neef Norman Myer. Norman Myer leidde het bedrijf tot aan zijn dood in 1956.
Myer groeide door eigen winkels te ontwikkelen (en werd in dat proces een van de grootste vastgoedeigenaren en projectontwikkelaars van Australië) en door andere warenhuizen over te nemen, waaronder Marshall's en Bell's in Adelaide (Victor Harbor, Mount Barker, Murray Bridge en Strathalbyn) in Zuid-Australië, Boans in West-Australië in 1984, Barry & Roberts in Queensland en McWhirters in Fortitude Valley in Brisbane in 1955 en Allan & Stark in 1959, in Victoria Bilson's (Colac) en Shilliday's (Mildura), en in Nieuw-Zuid-Wales namen ze Western Stores, McLean's Central Stores (Lismore), Morley's (Tweed Heads), Farmers & Co in 1961, Mortimer's (Gosford) in 1968, P.G. Smith & Regans (Tamworth) in 1953 en Grace Bros in 1983 over.

### Target en Grace Bros.
In 1968 nam Myer de winkels van Lindsay in Geelong over,  en veranderde de naam van het bedrijf in Target, waarmee hij het positioneerde als een discountwarenhuisketen. 
De kernactiviteiten van het bedrijf begonnen nog verder uit te breiden met de aankoop van drankwinkels (San Remo en Crittendens) en fastfoodrestaurants (Red Rooster).
In 1983 kocht Grace Bros. Myer in New South Wales, en in juli van dat jaar nam Myer Grace Bros. Holdings Ltd. over.  De Myer-winkel op Market Street en Pitt Street in Sydney werd de belangrijkste winkel van Grace Bros.
In 1984 nam Myer Boans over, de dominante warenhuisketen in West-Australië, en begon aan een grote herontwikkeling van zijn  City Store in Perth.

### Fusie met GJ Coles
In 1985 fuseerde Myer Emporium (en Target, zijn discountwarenhuis) met GJ Coles & Coy, waardoor Coles Myer ontstond, destijds de grootste detailhandelaar van Australië. Myer bleef een aparte entiteit binnen de nieuwe bedrijfsstructuur totdat het in 2006 werd verkocht.
In 2000 werd de CEO van Coles Myer, Dennis Eck, geconfronteerd met een lagere omzet en winst van de Myer- en Grace Bros-winkels. Hij besloot de warenhuizen in een lager marktsegment te positioneren. Hij verlaagde het serviceniveau, verhoogde de voorraad in de winkels en introduceerde producten die aantrekkelijker waren voor jongere consumenten. Daarmee kopieerde hij uiteindelijk de aanpak van een andere keten van Coles Myer, Target. Het resulterende effect was onder meer een afname van het aantal klantbezoeken en een afname van het aantal verkochte eenheden per transactie. In 2001 begon Coles Myer met het herpositioneren van de winkel om zo klanten aan te trekken die waren verloren gegaan door het experiment met de dalende markt. 
Een van de belangrijkste veranderingen die de onlangs benoemde Managing Director, Dawn Robertson, in 2003 doorvoerde, was het classificeren van elke Myer Grace Bros.-winkel met behulp van een rastersysteem dat verwijst naar de sociaaleconomische status van het gebied, de omzet en het groeipotentieel. Grotere winkels in het stadscentrum staan bovenaan de ranglijst en kleinere regionale winkels staan onderaan de ranglijst. Het netwerk zou gevolgen hebben voor de goederen die aan elke winkel worden toegewezen, in plaats van dat in het centrum van Melbourne hetzelfde assortiment producten wordt verkocht als in het regionale Queensland. 
Op 13 februari 2004 werden de Grace Bros-winkels omgedoopt tot Myer.

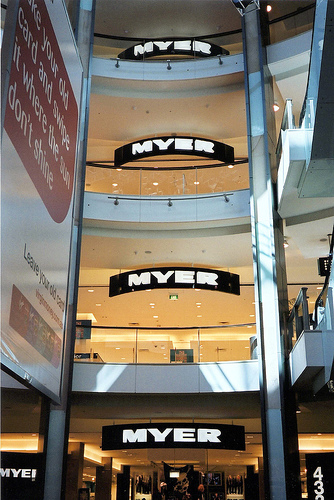
Myer Bondi, voorheen Grace Bros Bondi, gezien vanaf Westfield Bondi Junction

In april 2004 heropende Myer haar winkel in Bondi Junction, die de voormalige Grace Bros-winkel verving die in april 2002 sloot om plaats te maken voor de herontwikkeling van Westfield Bondi Junction. Het was de eerste Myer-winkel die in jaren werd geopend en integreerde nieuwe elementen, zoals witte glanzende vloertegels, veelvuldig gebruik van glas en meer gebruik van paspoppen.
Onder leiding van algemeen directeur Dawn Robertson ging Myer zich meer richten op de markt in Sydney om de positie van zijn grootste rivaal David Jones uit te dagen, met name op het gebied van damesmode. In februari 2004 hield Myer de modeshow in Sydney een dag vóór David Jones. Op 9 augustus 2004 organiseerde Myer een modeparade in de openlucht in Martin Place, die veel aandacht trok. Deze werd opnieuw gehouden op de dag vóór de show van David Jones.

### Desinvestering door Coles Myer
Op 17 augustus 2005 maakte Coles Myer bekend dat het binnen 12 maanden zou besluiten Myer af te splitsen, te verkopen of te behouden. Er werden dertien interessebetuigingen gedaan voor het geheel of een deel van Myer. 
Op 13 maart 2006 maakte Coles Myer bekend dat het Myer zou verkopen aan een consortium onder controle van de Amerikaanse private equity-groep Newbridge Capital. Ook de familie Myer, die een belang van 5% had, behoorde tot het consortium. De nieuwe eigenaren, die ook het eigendomsrecht op het vlaggenschip in Bourke Street hebben verworven, gaven aan dat ze de bedrijfsvoering niet radicaal zouden veranderen, althans niet op korte termijn. Ook hadden ze geen plannen om de locatie in Bourke Street te herontwikkelen, omdat dit te veel gevolgen zou hebben voor de winstgevendheid tijdens de bouwperiode. Een andere geïnteresseerde in een overname was Texas Pacific, dat ook belangen had in het Britse warenhuis Debenhams en de Amerikaanse luxe retailer Neiman Marcus. Deze verkoop werd op 2 juni 2006 afgerond voor een bedrag van 1,4 miljard Australische dollar.

### Overname
Nadat het bedrijf was afgestoten door Coles Myer (later Coles Group, later gekocht door Wesfarmers), benoemden de nieuwe eigenaren Newbridge Capital en de familie Myer voorzitter Bill Wavish en CEO Bernie Brookes, beiden voorheen van Woolworths. Rupert Myer trad toe tot het bestuur als vertegenwoordiger van de familie Myer. Het hoofdkantoor van Myer, verplaatst van het hoofdkantoor van Coles Myer in Hawthorn East, werd terug verplaatst naar Lonsdale House (winkel aan Lonsdale Street) in het zakendistrict van Melbourne.

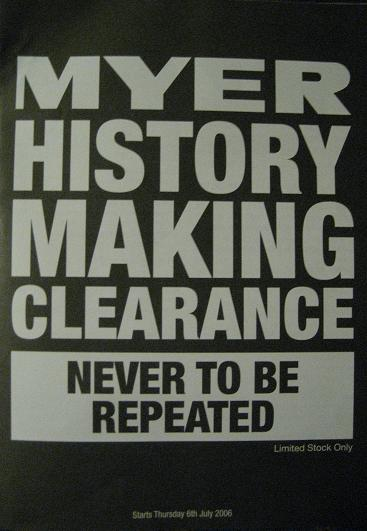
Flyer voor de History Making Clearance.

Vanaf juli 2006 hield Myer een "History Making Clearance" om overtollige voorraad op te ruimen die als onrendabel of impopulair werd beschouwd, en verlaagde de voorraden van $ 1,50 miljard tot $750 miljoen, en alle winkelspecifieke magazijnen werden gesloten. 
Voormalig Miss Universe Jennifer Hawkins begon in 2006 te verschijnen in campagnes voor Myer en in januari 2007 tekende ze een deal van $4 miljoen om vier jaar lang het "gezicht" van Myer te zijn. 
Op 1 februari 2007 trok Myer zich terug uit het flybuys- beloningsprogramma, waarvan Coles Group gedeeltelijk eigenaar was.
In maart 2007 maakte Myer een winst vóór rente en belastingen (EBIT) van $ 123 miljoen bekend voor het eerste halfjaar, een stijging van 84% ten opzichte van het voorgaande jaar. Dit kwam neer op een winstmarge van 6,8%, vergeleken met 3,9% in de voorgaande overeenkomstige periode. Volgens voorzitter Bill Wavish waren alle Myer-winkels nu winstgevend, en alle winkels waren winstgevender dan het jaar ervoor. Myer nam vier winkels van Harris Scarfe over (waaronder de teruggave van een winkel die het in 1998 aan Harris Scarfe had verkocht) en nam een minderheidsbelang in Harris Scarfe.
Het Mymerch-systeem, ontwikkeld met IBM en Oracle, kostte $ 99 miljoen en werd begin april 2007 geïmplementeerd. Mymerch heeft onder andere de mogelijkheid van Myer vergroot om statistische analyses uit te voeren van de gewoonten van klanten, waardoor het bedrijf een grotere capaciteit heeft om verkooptrends te voorspellen en promoties te richten.
De winstgroei bij Myer werd in april 2007 getemperd door het vertrek van belangrijke managers. Bob Boutin, directeur kleding, Mark Bingemann, manager dameskleding en Jasmine Bingemann, manager schoenen en accessoires, namen allemaal binnen korte tijd ontslag. Dit volgde op berichten over ontevredenheid onder het management over de richting van de modebranche, wat bleek uit de overstap van ontwerpers als Alex Perry en Tigerlily naar David Jones.
In juni 2007 maakte een consortium bestaande uit de familie Myer, Colonial First State en GIC Real Estate (Singapore) bekend dat het de Myer-winkel in het zakendistrict van Melbourne zou kopen. Het was de bedoeling dat het Bourke Street-gedeelte van de winkel in 2009 zou worden herontwikkeld, waarbij Myer een huurcontract voor 60 jaar zou afsluiten, maar de ontwikkeling werd pas in maart 2011 voltooid. Het Lonsdale Street-gedeelte van de winkel is in 2009 gesloten.

### Beursgang
In september 2009, na geruchten van een maand daarvoor, gaf Myer aan dat het de onderneming naar de beurs zou brengen tegen een indicatieve koers van $ 3,90 tot $ 4,90 toen het op 2 november werd genoteerd, wat het een marktkapitalisatie tussen $ 2,3 miljard en $2,8 miljard op zou leveren. De uiteindelijke uitgifteprijs was $ 4,10, maar in augustus 2011 waren de aandelen gedaald tot $ 2,09. 
In 2010 werd de vernieuwde Bourke Street Mall-winkel van Myer's geopend. Dit werd de nieuwe vlaggenschipwinkel van het bedrijf. Het hoofdkantoor verhuisde naar een nieuwe locatie in Docklands. De historische winkel aan Lonsdale Street werd officieel gesloten.
Begin 2011 kocht Myer een belang van 65% in het Australische damesmodelabel Sass &amp; Bide voor $ 42,25 miljoen. In oktober 2013 kocht Myer de resterende 35% van de onderneming voor $ 30 miljoen.
In januari 2014 werd door Fairfax Media onthuld dat Myer een bod had gedaan om de warenhuisrivaal David Jones te kopen en met hem te fuseren. Door de fusie zouden beide ketens op het eerste gezicht onafhankelijk van elkaar blijven opereren, waarbij de backoffice- en supply chain-activiteiten zouden worden gecombineerd. Daarmee zouden beide bedrijven naar schatting $ 5 miljard per jaar besparen. Het niet-bindende indicatieve voorstel van $ 3 miljard werd eind oktober 2013 aan de raad van bestuur van David Jones voorgelegd, maar werd in november 2013 door de raad afgewezen. In februari 2014 benaderde Myer David Jones opnieuw en bood aan David Jones te kopen tegen de marktwaarde (geschat op $ 1,7 miljard). David Jones had nog geen commentaar gegeven op het nieuwe voorstel, toen de levensmiddelen- en kledingretailer Woolworths South Africa aanbood David Jones te kopen, waarbij aandeelhouders van David Jones $ 4 per aandeel zouden krijgen. Als reactie op de Woolworths-deal trok Myer hun voorstel aan David Jones in. De al lang zittende CEO van Myer, Bernie Brookes, wiens strategie was om de onderneming op te schonen en efficiëntiestrategieën te ontwikkelen, kondigde in maart 2015 zijn vertrek aan.
In september 2015 werd als onderdeel van de strategische evaluatie van 2015 een kapitaalverhoging van $ 221 miljoen  aangekondigd. De resulterende verwatering van de aandeelhouderswaarde in combinatie met weinig steun voor de acties in het strategische plan zorgde ervoor dat de aandelenkoers daalde tot $ 0,91. 
In april 2017 nam Myer twee modemerken over – Marcs en David Lawrence – nadat deze onder bijzonder beheer waren geplaatst. 
Op 27 maart 2020 kondigde Myer aan dat het vanaf het einde van de werkdag op 29 maart 2020 tijdelijk al zijn winkels zou sluiten voor een periode van vier weken, waarbij meer dan 10.000 personeelsleden zouden worden ontslagen als gevolg van de COVID-19-pandemie. Myer bleef haar online winkel exploiteren, maar bood geen contactloze bezorging aan en bij bepaalde winkels was er de optie om de bestelling op te halen en af te halen. Myer kondigde een plan aan om alle winkels uiterlijk 30 mei 2020 te heropenen.
Eind oktober 2024 maakte Myer bekend dat ze een deal hadden gesloten om de Apparel Brands-divisie van Premier Investments te kopen (bestaande uit de modemerken Just Jeans, Jay Jays, Jacqui E, Portmans en Dotti). Als onderdeel van de transactie zou Myer nieuwe aandelen (ter waarde van $ 863,78 miljoen) uitgeven aan Premier Investments, terwijl Premier $ 82 miljoen zou bijdragen aan de onderneming. Solomon Lew trad toe tot de raad van bestuur van Myer als niet-uitvoerend bestuurder. Voor de deal was de goedkeuring van de aandeelhouders van beide bedrijven vereist. 

## Winkels en diensten

### MYER one-beloningsprogramma
Het MYER one-programma werd in augustus 2004 geïntroduceerd, nadat Coles Myer de maand ervoor haar loyaliteitsprogramma had stopgezet.
Myer vernieuwde zijn MYER one-programma door een progressief beloningssysteem te introduceren met vier niveaus: Standaard, Zilver, Goud en Platina. Elk beloningsniveau is afhankelijk van de bestedingen van de klant en biedt exclusieve voordelen. Het Platinum-lidmaatschap is alleen op uitnodiging beschikbaar en is bedoeld voor Myer's klanten met de hoogste uitgaven. Het werd in mei 2013 aan het programma toegevoegd.
In september 2010 verklaarde Myer dat er 3,7 miljoen leden en vijf miljoen kaarten in omloop. Meer dan 20.000 van hen hadden de Gold-status en gaven jaarlijks meer dan $ 7.500 uit. De verkopen die aan leden werden toegeschreven, vertegenwoordigden 68% van de totale verkopen van Myer. In het voorgaande jaar waren er cadeaubonnen ter waarde van 51 miljoen dollar aan leden verstrekt als beloning. In februari 2024 had het Myer One-programma meer dan 7 miljoen leden. 

### Myer store card en creditcards
Myer had oorspronkelijk een winkelkaart die beheerd werd door Australian Retail Financial Network (ARFN), dat in 1995 verkocht werd aan GE Money..Dit werd vervangen door de Coles Myer Card en de Coles Myer Gift Card, die bij alle Coles Myer-winkels konden worden gebruikt. Dit werd aangevuld met de Coles Myer Source Mastercard, eveneens beheerd door GE Money. 
Na de verkoop lanceerde Myer de Myer-kaart in oktober 2006 opnieuw in samenwerking met GE Money. Volgens GE Money waren er in augustus 2007 125.000 rekeningen geopend.
In november 2007 lanceerde Myer een Visa-creditcard, eveneens in samenwerking met GE Money. Myer gaf aan dat het bereid was om twee jaar lang verliezen te lijden op de kaart en dat het doel was om de loyaliteit aan de kaart (die gekoppeld is aan de MYER One-kaart) te vergroten, in plaats van om op zichzelf winstgevend te zijn. Het verwachtte dat er tegen november 2008 100.000 klanten een Visa-kaart zouden hebben. Myer meldde dat het in de eerste vijf weken na de lancering 15.000 klanten had overgehaald naar zijn Visa-kaart, waarvan de helft overstapte van de bestaande winkelkaart.
In 2007 werden de Coles Myer Card, Coles Myer Gift Card en Coles Myer Source MasterCard omgedoopt tot respectievelijk Coles Group Card, Coles Group & Myer Gift Card en Coles Group Source MasterCard. Ze waren als zodanig niet langer gelieerd aan Myer.
In 2017 eindigde de samenwerking tussen Myer en GE Money (nu Latitude Financial Services) en lanceerde Myer haar eigen kredietprogramma opnieuw onder de naam New Myer Credit Card, die nu wordt aangeboden door Macquarie Group. Bestaande kaarthouders werden uitgenodigd om deel te nemen aan het nieuwe programma, of om hun bestaande Myer-puntenverdienende kaarten om te zetten naar Latitude Finance-kaarten zonder Myer-puntenverdienende kaarten.

### Winkellocaties

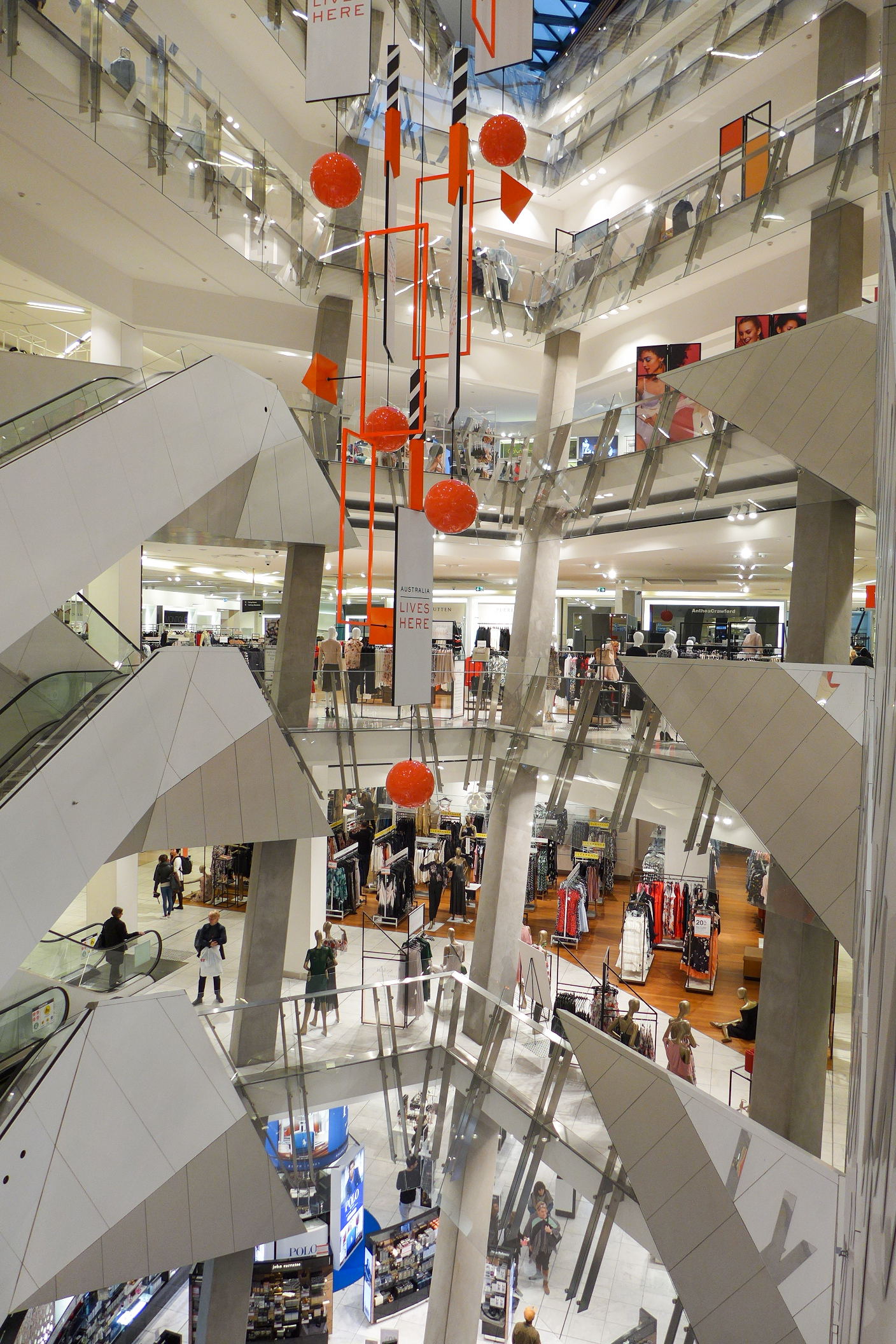
Myer vlaggenschipwinkel in het centrale zakendistrict van Melbourne

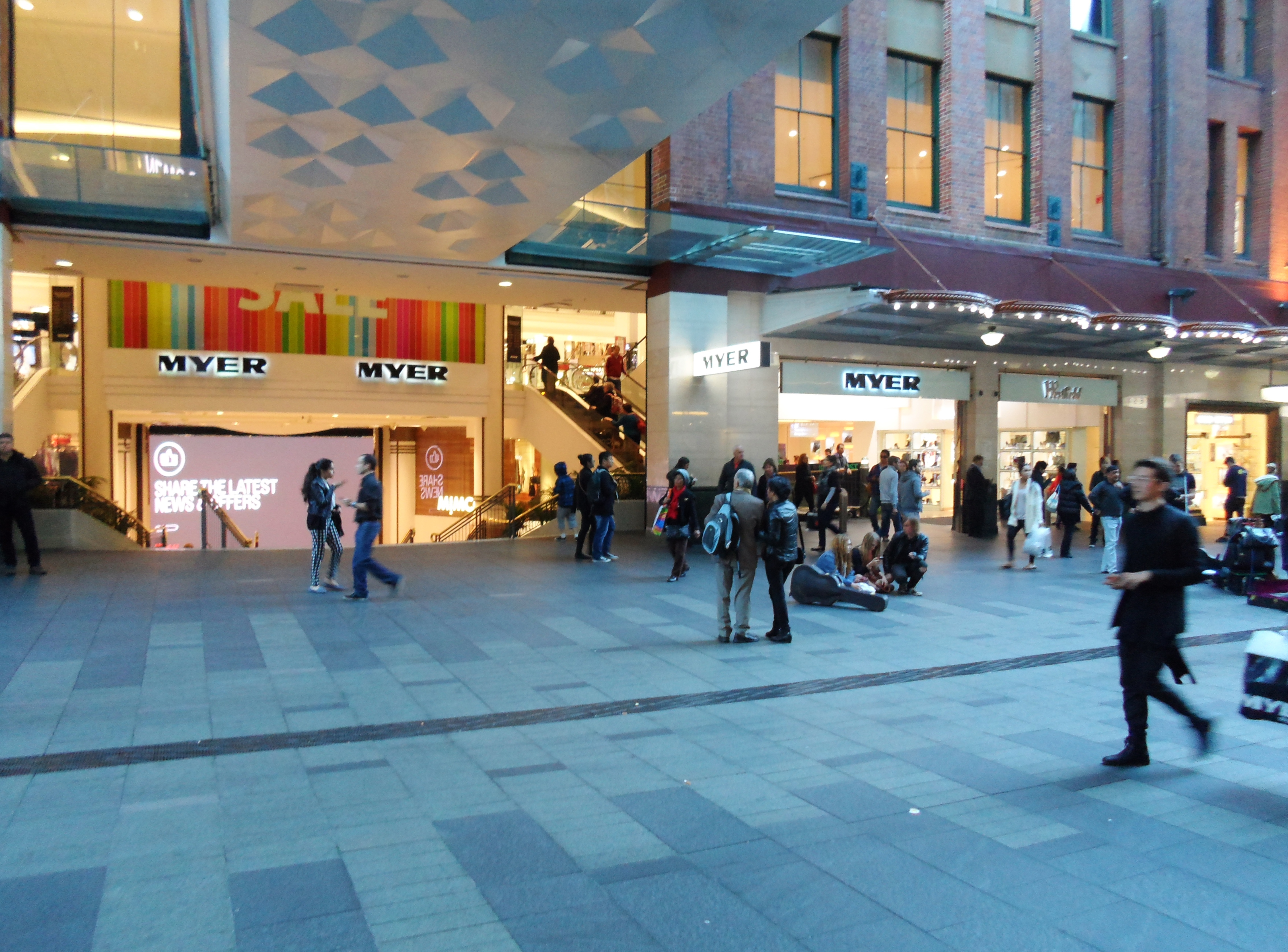
Myer Sydney Central Business District, ingang Pitt Street, voorheen Grace Bros.

Vanaf april 2024 heeft Myer 56 winkels verspreid over Australië, zowel in hoofdsteden als in regionale centra. 
De nationale vlaggenschipwinkel bevindt zich in de Bourke Street Mall in Melbourne en werd geopend in april 2011 na een herontwikkeling van $ 300 miljoen.
In 1988 werd het Myer Centre in het Queen Street Mall in Brisbane geopend, precies op tijd voor de Wereldtentoonstelling van 1988. Het winkelcentrum telde 6 verdiepingen met winkels. Op de bovenste twee verdiepingen bevond zich een overdekt pretpark, genaamd Tops, met een schommelschip en de eerste overdekte achtbaan van Australië. Het pretpark sloot in 2000 en alle attracties werden afgebroken ter voorbereiding op de ombouw van de bovenste twee verdiepingen tot bioscoopcomplex.
In 1991 werd het Myer Centre geopend in Adelaide. Hier bevinden zich de grootste Myer-winkel in Zuid-Australië en meer dan 80 kleinere winkels, met een atrium van acht verdiepingen in het winkelcentrum en zes verdiepingen in de Myer-winkel. Tot 1998 bevonden zich op de bovenste twee verdiepingen van het atrium een overdekt pretpark, bekend als Dazzeland, met de enige overdekte achtbaan van Australië. 
In 1994 opende Myer een winkel in het Galleria Shopping Centre (Perth). In de jaren 1980 brandde de winkel Boans af en werd vervangen door Galleria. 
In 2006 kondigde Myer de opening aan van verschillende nieuwe winkels, te beginnen met vier voormalige Harris Scarfe-winkels (twee in Zuid-Australië en twee in Victoria). Daarnaast opende Myer in 2008 in Sydney twee nieuwe winkels in Westfield Eastgardens en Bankstown Central, ter vervanging van de voormalige winkels van David Jones. David Jones verving de Myer-winkel in Westfield Burwood en kondigde aan dat er begin 2009 een winkel zou worden geopend in het centrum van de buitenwijk Townsville. Dit project liep vertraging op vanwege problemen met de verwerving van grond; eind oktober 2012 werd er echter een Myer-winkel in dat centrum geopend. 
In 2007 verklaarde voorzitter Bill Wavish dat Myer bereid was om indien nodig nieuwe winkels te bouwen, en dat nieuwe vestigingen in elke stad of dorp met een bevolking van meer dan 40.000 mensen konden worden geopend. 

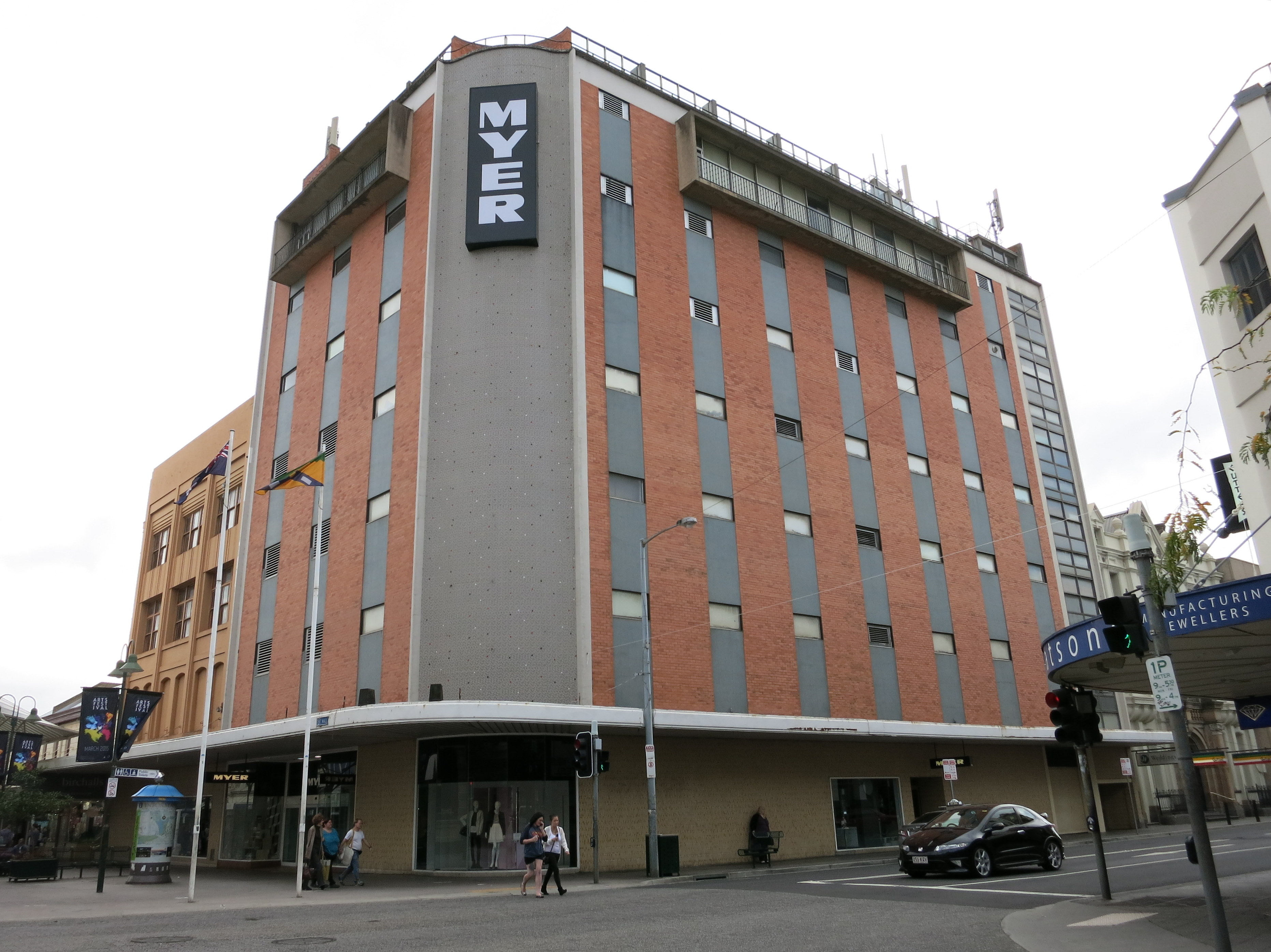
Een Myer-winkel in het winkelcentrum Brisbane Street Mall in Launceston.

In september 2017 kondigde Myer aan dat het nog drie winkels zou sluiten: Colonnades (vervangen door Cheap as Chips, Best &amp; Less en JB Hi-Fi), Belconnen en Hornsby.
In januari 2019 sloot Myer zijn Logan Hyperdome-winkel in Loganholme, Queensland. Dit heeft geleid tot vijf sluitingen en nog eens twee geplande sluitingen in 2019.
Op 13 januari 2020 sloot de Myer-vestiging in Hornsby, Sydney, waardoor er nog 60 vestigingen over waren. De laatste winkel die gesloten zou worden, was Myer in Belconnen. Myer heeft echter besloten de winkel te sparen en in plaats daarvan te renoveren. Hiermee is de strategie van Myer afgerond en zijn er 6 winkels gesloten. Er blijven 60 Myer-winkels over, waaronder Belconnen.
Op 4 december 2020 heropende Myer Belconnen haar deuren op twee verdiepingen. 
In maart 2021 maakte Myer bekend dat zijn winkel in Westfield Knox, in de oostelijke buitenwijken van Melbourne, na 44 jaar zou sluiten. Myer Knox sloot voor het laatst eind juli van dat jaar. 
In april 2022 sloot de winkel in Westpoint Blacktown in de westelijke buitenwijken van Sydney, na de eerste opening in 1973.
In augustus 2022 maakte Myer bekend dat de winkel in Frankston, aan de baai van Melbourne, permanent zou sluiten. De laatste handelsdag zou plaatsvinden op 15 januari 2023. 
Op 16 maart 2023 kondigde Myer aan dat het, nadat het er niet in was geslaagd een commerciële overeenkomst met de verhuurder te bereiken, zijn huurcontract voor de locatie Brisbane Queen Street Mall niet zou verlengen en op zoek zou gaan naar een nieuwe locatie in het CBD. Daarmee zou in juli 2023 een einde komen aan de 35 jaar durende ononderbroken exploitatie op de locatie. Griffith University kwam naar voren als mogelijke huurder van de locatie, zij het tijdelijk, omdat de universiteit onmiddellijk uitbreidingsruimte nodig had en tegelijkertijd een meer permanente locatie in het CBD moest vinden. In maart 2023 was de toekomst van de locatie nog steeds onduidelijk, hoewel ook de mogelijkheid van sloop van het gebouw en herontwikkeling van de locatie werd geopperd. 

### Postorder en online winkelen
Myer exploiteerde, van 1989 tot de verkoop aan EziBuy in januari 2002, haar eigen direct mail orderbedrijf, Myer Direct. In oktober 2007 lanceerde Myer een online cadeauwinkel, met onder meer elektronische goederen, parfums, Miss Shop-kleding en cadeaubonnen.
In 2011 lanceerde Myer een online winkelsite in Hong Kong genaamd myfind.com (inmiddels gesloten) voor Australische shoppers.
In december 2017 lanceerde Myer The Myer Market, een online marktplaats die onafhankelijk van myer.com.au opereert. Het bedrijf biedt een uitgebreid assortiment producten, waarvan sommige normaal gesproken niet verkrijgbaar zijn in de Myer-winkels.